# Elecciones regionales de Puno de 2018
Las elecciones regionales de Puno de 2018 se llevaron a cabo el 7 de octubre de 2018 para elegir al gobernador regional, al vicegobernador regional y al Consejo Regional para el periodo 2019-2022. La elección se celebró simultáneamente con elecciones regionales y municipales (provinciales y distritales) en todo el Perú.
Como resultado de esta elección, Walter Aduviri Calisaya, candidato del Movimiento de Integración por el Desarrollo Regional (Mi Casita), obtuvo el 43.55% de votos válidos y resultó electo como gobernador regional de Puno.

## Sistema electoral
El Gobierno Regional de Puno es el órgano administrativo y de gobierno del departamento de Puno. Está compuesto por el gobernador regional, el vicegobernador regional y el Consejo Regional.
La votación se realiza en base al sufragio universal, que comprende a todos los ciudadanos nacionales mayores de dieciocho años, empadronados y residentes en el departamento de Puno y en pleno goce de sus derechos políticos.
El gobernador y vicegobernador regional son elegidos por sufragio directo. Para que un candidato sea proclamado ganador debe obtener no menos de 30 % de votos válidos. En caso ningún candidato logre ese porcentaje en la primera vuelta electoral, los dos candidatos más votados participan en una segunda vuelta o balotaje. No hay reelección inmediata de gobernadores regionales.
El Consejo Regional de Puno está compuesto por 19 consejeros elegidos por sufragio directo para un período de cuatro (4) años. La votación es por lista cerrada y bloqueada. Cada provincia del departamento de Puno constituye una circunscripción electoral. Se asigna a la lista ganadora los escaños según el método d'Hondt. La distribución y el número de consejeros regionales es la siguiente:
| Circunscripción                                                        | Escaños | Mapa |
| ---------------------------------------------------------------------- | ------- | ---- |
| Azángaro, Carabaya(+1), Chucuito, El Collao(+1), Puno y San Román(+1)  | 2       |      |
| Huancané, Lampa, Melgar, Moho, San Antonio de Putina, Sandia y Yunguyo | 1       |      |

## Composición del Consejo Regional de Puno
La siguiente tabla muestra la composición del Consejo Regional de Puno antes de las elecciones.
| Partidos | Partidos                                                 | Consejeros |
| -------- | -------------------------------------------------------- | ---------- |
|          | Proyecto de la Integración para la Cooperación           | 7          |
|          | Democracia Directa                                       | 5          |
|          | Por las Comunidades Fuente de Integración Andina de Puno | 3          |
|          | Frente Amplio para el Desarrollo del Pueblo              | 1          |

## Partidos y candidatos
A continuación se muestra una lista de los principales partidos y alianzas electorales que participaron en las elecciones: 
| Candidatura | Candidatura | Partidos y alianzas                                                                  | Candidato | Candidato                 | Ideología                                                          | Resultado previo | Resultado previo | Ref. |
| Candidatura | Candidatura | Partidos y alianzas                                                                  | Candidato | Candidato                 | Ideología                                                          | Votos (%)        | Con.             | Ref. |
| ----------- | ----------- | ------------------------------------------------------------------------------------ | --------- | ------------------------- | ------------------------------------------------------------------ | ---------------- | ---------------- | ---- |
|             | DD          | Lista - Democracia Directa (DD)                                                      |           | Edgardo Pineda Quispe     | Socialismo Nacionalismo de izquierda Ecologismo                    | 21.55%           | 5                |      |
|             | PDR         | Lista - Poder Democrático Regional (PDR)                                             |           | César Quispe Calsin       | Regionalismo puneño                                                | 5.81%            | 0                |      |
|             | FADEP       | Lista - Frente Amplio para el Desarrollo del Pueblo (FADEP)                          |           | Richard Hancco Soncco     | Regionalismo puneño                                                | 5.24%            | 1                |      |
|             | PA          | Lista - Poder Andino (PA)                                                            |           | Alexander Flores Pari     | Regionalismo puneño                                                | 4.55%            | 0                |      |
|             | APP         | Lista - Alianza para el Progreso (APP)                                               |           | Mariano Portugal Catacora | Liberalismo económico Conservadurismo liberal Populismo de derecha | 4.01%            | 0                |      |
|             | AP          | Lista - Acción Popular (AP)                                                          |           | Jesús Arapa Roque         | Partido atrapalotodo                                               | 1.77%            | 0                |      |
|             | MyD         | Lista - Moral y Desarrollo (MyD)                                                     |           | Hugo Quinto Huamán        | Regionalismo puneño                                                | Nuevo            | Nuevo            |      |
|             | PPS         | Lista - Perú Patria Segura (PPS)                                                     |           | Oscar Quenaya Rodríguez   | Conservadurismo liberal Liberalismo económico                      | Nuevo            | Nuevo            |      |
|             | Mi Casita   | Lista - Movimiento de Integración por el Desarrollo Regional (Mi Casita) (Mi Casita) |           | Walter Aduviri Calisaya   | Regionalismo puneño                                                | Nuevo            | Nuevo            |      |

## Sondeos de opinión
Las siguientes tablas enumeran las estimaciones de la intención de voto en orden cronológico inverso, mostrando las más recientes primero y utilizando las fechas en las que se realizó el trabajo de campo de la encuesta. Cuando se desconocen las fechas del trabajo de campo, se proporciona la fecha de publicación.
Leyenda:
     Sondeo realizado en el periodo de prohibición legal de la difusión de sondeos de intención de voto.

### Intención de voto
La siguiente tabla enumera las estimaciones ponderadas (sin incluir votos en blanco y nulos) de la intención de voto.
| Encuestadora/Medio            | Fecha             | Muestra | Walter Aduviri | Richard Hancco | Alexander Flores | Hugo Quinto | Mariano Portugal | Jesús Arapa | Edgardo Pineda | César Quispe | Dif. |  |  |  |
| ----------------------------- | ----------------- | ------- | -------------- | -------------- | ---------------- | ----------- | ---------------- | ----------- | -------------- | ------------ | ---- |  |  |  |
| Encuestadora/Medio            | Fecha             | Muestra |                |                |                  |             |                  |             |                |              |      |  |  |  |
| Elecciones regionales de 2018 | 7 oct 2018        | —       | 43.5           | 16.2           | 10.6             | 8.6         | 5.3              | 5.2         | 4.9            | 4.8          | 27.3 |  |  |  |
|                               |                   |         |                |                |                  |             |                  |             |                |              |      |  |  |  |
| Ipsos Perú/América            | 7 oct 2018        | ?       | 43.4           | 15.1           | 10.9             | 8.9         | –                | –           | –              | –            | 28.3 |  |  |  |
| Datum Internacional/Latina    | 7 oct 2018        | ?       | 44.5           | 16.7           | 14.5             | 6.4         | –                | –           | –              | –            | 27.8 |  |  |  |
| Ipsos Perú/América            | 7 oct 2018        | ?       | 48.1           | 14.9           | 10.5             | 8.7         | –                | –           | –              | –            | 33.2 |  |  |  |
| Datum Internacional/Latina    | 7 oct 2018        | ?       | 46.1           | 16.1           | 11.7             | 6.9         | 5.0              | 4.8         | –              | 5.8          | 30.0 |  |  |  |
| iConn Perú                    | 19–28 sep 2018    | 2848    | 29.0           | 17.1           | 20.5             | 9.3         | 3.7              | 3.7         | 8.3            | 5.4          | 8.5  |  |  |  |
| Abba Consultores              | 22–27 sep 2018    | 1146    | 25.1           | 11.3           | 24.1             | 12.7        | –                | –           | 10.5           | –            | 1.0  |  |  |  |
| iConn Perú                    | 19–25 sep 2018    | 2348    | 24.4           | 14.0           | 20.5             | 9.8         | –                | –           | –              | 6.9          | 3.9  |  |  |  |
| Chaskis                       | 12–20 sep 2018    | 1300    | 25.3           | 21.3           | 14.7             | 9.3         | –                | 8.0         | 5.3            | 13.3         | 4.0  |  |  |  |
| IMAC Yachay/Los Andes         | 10–17 sep 2018    | 1592    | 40.0           | 11.1           | 13.5             | 5.4         | 4.2              | 2.4         | 5.7            | 5.1          | 26.5 |  |  |  |
| Abba Consultores              | 9–16 sep 2018     | 3055    | 25.3           | 12.3           | 24.3             | 11.3        | –                | –           | 12.4           | –            | 1.0  |  |  |  |
| iConn Perú                    | 2–9 sep 2018      | 3878    | 26.3           | 11.8           | 20.6             | 10.2        | –                | –           | 8.4            | 8.3          | 5.7  |  |  |  |
| Chaskis                       | 29 ago–5 sep 2018 | 1600    | 26.9           | 21.4           | 12.6             | 9.0         | –                | 7.1         | 5.4            | 14.3         | 5.5  |  |  |  |
| DeFondo                       | 30–31 ago 2018    | 400     | 43.0           | 6.7            | 11.6             | 14.1        | 10.8             | 3.4         | 5.9            | 3.0          | 28.9 |  |  |  |
| Chaskis                       | 19–28 ago 2018    | 1800    | 31.4           | 19.5           | 14.4             | 5.9         | 4.2              | 6.8         | 5.1            | 9.3          | 11.9 |  |  |  |
| Abba Consultores              | 19–24 ago 2018    | 1901    | 24.2           | 10.9           | 18.7             | 11.7        | 6.5              | 5.1         | 11.4           | 8.1          | 5.5  |  |  |  |
| INTI                          | 11–23 ago 2018    | 1534    | 32.4           | 13.0           | 9.6              | 17.7        | 3.4              | –           | 5.4            | 8.5          | 9.0  |  |  |  |
| Chaskis                       | 1–12 ago 2018     | 3600    | 35.5           | 15.7           | 16.9             | 5.5         | 4.0              | 5.5         | 4.2            | 5.9          | 18.6 |  |  |  |
| INTI                          | 1–8 ago 2018      | 2395    | 35.0           | 10.1           | 12.8             | 10.1        | –                | –           | 6.8            | 6.3          | 22.2 |  |  |  |
| iConn Perú                    | 22–29 jul 2018    | 3267    | 28.6           | –              | 20.5             | 8.3         | 5.7              | 6.3         | 14.2           | 9.9          | 8.1  |  |  |  |
| INTI                          | 30 jun–8 jul 2018 | 1534    | 36.0           | 7.8            | 15.4             | 5.6         | –                | –           | 8.7            | 6.7          | 20.6 |  |  |  |
| DeFondo                       | 14–15 abr 2018    | 670     | 47.9           | 4.3            | –                | –           | 9.1              | –           | 3.3            | 4.3          | 38.8 |  |  |  |

### Preferencias de voto
La siguiente tabla enumera las preferencias de voto en bruto (incluyendo blancos, viciados y sin respuesta) y no ponderadas.
| Encuestadora/Medio            | Fecha             | Muestra | Walter Aduviri | Richard Hancco | Alexander Flores | Hugo Quinto | Mariano Portugal | Jesús Arapa | Edgardo Pineda | César Quispe | B/V  | NS/NO | Dif. |  |  |  |
| ----------------------------- | ----------------- | ------- | -------------- | -------------- | ---------------- | ----------- | ---------------- | ----------- | -------------- | ------------ | ---- | ----- | ---- |  |  |  |
| Encuestadora/Medio            | Fecha             | Muestra |                |                |                  |             |                  |             |                |              |      |       |      |  |  |  |
| Elecciones regionales de 2018 | 7 oct 2018        | —       | 34.6           | 12.9           | 8.4              | 6.8         | 4.2              | 4.1         | 3.9            | 3.9          | 20.6 | –     | 21.7 |  |  |  |
|                               |                   |         |                |                |                  |             |                  |             |                |              |      |       |      |  |  |  |
| iConn Perú                    | 19–28 sep 2018    | 2848    | 25.3           | 14.9           | 17.9             | 8.1         | 3.2              | 3.4         | 7.2            | 4.7          | –    | 12.8  | 7.4  |  |  |  |
| Abba Consultores              | 22–27 sep 2018    | 1146    | 20.5           | 9.2            | 19.7             | 10.4        | –                | –           | 8.6            | –            | –    | 18.4  | 0.8  |  |  |  |
| iConn Perú                    | 19–25 sep 2018    | 2348    | 17.9           | 10.3           | 15.1             | 7.2         | –                | –           | –              | 5.1          | –    | 26.5  | 2.8  |  |  |  |
| INTI                          | 14–20 sep 2018    | 1534    | 19.8           | 15.7           | 15.5             | 6.6         | –                | 6.1         | –              | –            | –    | –     | 4.1  |  |  |  |
| Chaskis                       | 12–20 sep 2018    | 1300    | 19.0           | 16.0           | 11.0             | 7.0         | –                | 6.0         | 4.0            | 10.0         | –    | 25.0  | 3.0  |  |  |  |
| IMAC Yachay/Los Andes         | 10–17 sep 2018    | 1592    | 26.7           | 7.4            | 9.0              | 3.6         | 2.8              | 1.6         | 3.8            | 3.4          | –    | 33.2  | 17.7 |  |  |  |
| INTI                          | 10–16 sep 2018    | 2850    | 18.3           | 12.3           | 11.1             | 10.0        | –                | 6.8         | 6.1            | 5.4          | –    | –     | 6.0  |  |  |  |
| Abba Consultores              | 9–16 sep 2018     | 3055    | 17.3           | 8.4            | 16.6             | 7.7         | –                | –           | 8.5            | –            | –    | 31.7  | 0.7  |  |  |  |
| iConn Perú                    | 2–9 sep 2018      | 3878    | 18.1           | 8.1            | 14.2             | 7.0         | –                | –           | 5.8            | 5.7          | –    | 31.2  | 3.9  |  |  |  |
| Chaskis                       | 29 ago–5 sep 2018 | 1600    | 18.8           | 15.0           | 8.8              | 6.3         | –                | 5.0         | 3.8            | 10.0         | –    | 30.0  | 3.8  |  |  |  |
| DeFondo                       | 30–31 ago 2018    | 400     | 29.0           | 4.5            | 7.8              | 9.5         | 7.3              | 2.3         | 4.0            | 2.0          | 24.5 | 8.0   | 19.5 |  |  |  |
| Chaskis                       | 19–28 ago 2018    | 1800    | 18.5           | 11.5           | 8.5              | 3.5         | 2.5              | 4.0         | 3.0            | 5.5          | –    | 41.0  | 7.0  |  |  |  |
| Abba Consultores              | 19–24 ago 2018    | 1901    | 15.3           | 6.9            | 11.8             | 7.4         | 4.1              | 3.2         | 7.2            | 5.1          | –    | 36.8  | 3.5  |  |  |  |
| INTI                          | 11–23 ago 2018    | 1534    | 19.9           | 8.0            | 5.9              | 10.9        | 2.1              | –           | 3.3            | 5.2          | 23.2 | 15.3  | 9.0  |  |  |  |
| Chaskis                       | 1–12 ago 2018     | 3600    | 18.7           | 8.3            | 8.9              | 2.9         | 2.1              | 2.9         | 2.2            | 3.1          | –    | 47.3  | 9.8  |  |  |  |
| INTI                          | 1–8 ago 2018      | 2395    | 20.5           | 5.9            | 7.5              | 5.9         | –                | –           | 4.0            | 3.7          | 28.0 | 13.4  | 13.0 |  |  |  |
| iConn Perú                    | 22–29 jul 2018    | 3267    | 14.1           | –              | 10.1             | 4.1         | 2.8              | 3.1         | 7.0            | 4.9          | –    | 50.7  | 4.0  |  |  |  |
| INTI                          | 30 jun–8 jul 2018 | 1534    | 21.1           | 4.6            | 9.0              | 3.3         | –                | –           | 5.1            | 3.9          | 28.0 | 13.4  | 12.1 |  |  |  |
| DeFondo                       | 14–15 abr 2018    | 670     | 27.9           | 2.5            | –                | –           | 5.3              | –           | 1.9            | 2.5          | 38.6 | 3.2   | 22.6 |  |  |  |

## Resultados

### Gobierno Regional de Puno
|                      | Walter Aduviri Calisaya   | Movimiento de Integración por el Desarrollo Regional (Mi Casita) (Mi Casita) | 261,219 | 43.55 |  |  |  |
|                      | Richard Hancco Soncco     | Frente Amplio para el Desarrollo del Pueblo (FADEP)                          | 97,367  | 16.23 |  |  |  |
|                      | Alexander Flores Pari     | Poder Andino (PA)                                                            | 63,696  | 10.62 |  |  |  |
|                      | Hugo Quinto Huamán        | Moral y Desarrollo (MyD)                                                     | 51,358  | 8.56  |  |  |  |
|                      | Mariano Portugal Catacora | Alianza para el Progreso (APP)                                               | 31,784  | 5.30  |  |  |  |
|                      | Jesús Arapa Roque         | Acción Popular (AP)                                                          | 31,226  | 5.21  |  |  |  |
|                      | Edgardo Pineda Quispe     | Democracia Directa (DD)                                                      | 29,498  | 4.92  |  |  |  |
|                      | César Quispe Calsin       | Poder Democrático Regional (PDR)                                             | 28,582  | 4.76  |  |  |  |
|                      | Oscar Quenaya Rodríguez   | Perú Patria Segura (PPS)                                                     | 5,152   | 0.86  |  |  |  |
|                      |                           |                                                                              |         |       |  |  |  |
| Total                | Total                     | Total                                                                        | 599,882 |       |  |  |  |
|                      |                           |                                                                              |         |       |  |  |  |
| Votos válidos        | Votos válidos             | Votos válidos                                                                | 599,882 | 79.41 |  |  |  |
| Votos en blanco      | Votos en blanco           | Votos en blanco                                                              | 80,367  | 10.64 |  |  |  |
| Votos nulos          | Votos nulos               | Votos nulos                                                                  | 75,196  | 9.95  |  |  |  |
| Votos emitidos       | Votos emitidos            | Votos emitidos                                                               | 755,445 | 83.80 |  |  |  |
| Abstenciones         | Abstenciones              | Abstenciones                                                                 | 146,027 | 16.20 |  |  |  |
| Votantes registrados | Votantes registrados      | Votantes registrados                                                         | 901,482 |       |  |  |  |
|                      |                           |                                                                              |         |       |  |  |  |
| Fuente:              |                           |                                                                              |         |       |  |  |  |

### Consejo Regional de Puno
|                        |                                                                              |              |              |              |         |         |  |
| Partidos y coaliciones | Partidos y coaliciones                                                       | Voto popular | Voto popular | Voto popular | Escaños | Escaños |  |
| Partidos y coaliciones | Partidos y coaliciones                                                       | Votos        | %            | ±pp          | Total   | +/−     |  |
|                        | Movimiento de Integración por el Desarrollo Regional (Mi Casita) (Mi Casita) | 164,529      | 31.32        | Nuevo        | 12      | +12     |  |
|                        | Frente Amplio para el Desarrollo del Pueblo (FADEP)                          | 83,263       | 15.85        | +7.72        | 2       | +1      |  |
|                        | Poder Andino (PA)                                                            | 81,875       | 15.58        | +7.55        | 3       | +3      |  |
|                        | Moral y Desarrollo (MyD)                                                     | 45,273       | 8.62         | n/a          | 1       | +1      |  |
|                        | Acción Popular (AP)                                                          | 41,895       | 7.97         | +4.99        | 0       | ±0      |  |
|                        | Democracia Directa (DD)                                                      | 36,905       | 7.02         | –7.20        | 0       | –5      |  |
|                        | Alianza para el Progreso (APP)                                               | 33,171       | 6.31         | +0.92        | 1       | +1      |  |
|                        | Poder Democrático Regional (PDR)                                             | 25,995       | 4.95         | +0.78        | 0       | ±0      |  |
|                        | Perú Patria Segura (PPS)                                                     | 7,263        | 1.38         | Nuevo        | 0       | ±0      |  |
|                        | Podemos por el Progreso del Perú (PP)                                        | 5,197        | 0.99         | Nuevo        | 0       | ±0      |  |
|                        |                                                                              |              |              |              |         |         |  |
| Total                  | Total                                                                        | 525,366      |              |              | 19      | +3      |  |
|                        |                                                                              |              |              |              |         |         |  |
| Votos válidos          | Votos válidos                                                                | 525,366      | 69.54        | –1.78        |         |         |  |
| Votos en blanco        | Votos en blanco                                                              | 155,665      | 20.61        | +1.17        |         |         |  |
| Votos nulos            | Votos nulos                                                                  | 74,414       | 9.85         | +0.62        |         |         |  |
| Votos emitidos         | Votos emitidos                                                               | 755,445      | 83.80        | –3.45        |         |         |  |
| Abstenciones           | Abstenciones                                                                 | 146,027      | 16.20        | +3.45        |         |         |  |
| Votantes registrados   | Votantes registrados                                                         | 901,482      |              |              |         |         |  |
|                        |                                                                              |              |              |              |         |         |  |
| Fuente:                |                                                                              |              |              |              |         |         |  |

#### Resultados por provincia
| Provincia             | Mi Casita | Mi Casita | FADEP | FADEP | PA   | PA   | MyD  | MyD | AP   | AP   | DD   | DD  | APP  | APP | PDR  | PDR | PPS | PPS | PP  | PP  |   |
| Provincia             | %         | E         | %     | E     | %    | E    | %    | E   | %    | E    | %    | E   | %    | E   | %    | E   | %   | E   | %   | E   |   |
| --------------------- | --------- | --------- | ----- | ----- | ---- | ---- | ---- | --- | ---- | ---- | ---- | --- | ---- | --- | ---- | --- | --- | --- | --- | --- | - |
| Provincia             | Azángaro  | 27.2      | 1     | 12.5  | –    | 17.1 | 1    | 3.7 | –    | 13.7 | –    | 6.4 | –    | 8.4 | –    | 9.8 | –   | 0.9 | –   | 0.3 | – |
| Carabaya              | 17.3      | 1         | 30.3  | 1     | 10.4 | –    | 8.0  | –   | 4.4  | –    | 4.6  | –   | 9.9  | –   | 12.8 | –   | 2.2 | –   | 0.3 | –   |   |
| Chucuito              | 36.1      | 1         | 24.5  | 1     | 12.6 | –    | 1.5  | –   | 4.9  | –    | 9.7  | –   | 2.8  | –   | 4.2  | –   | 1.4 | –   | 2.3 | –   |   |
| El Collao             | 34.3      | 1         | 11.0  | –     | 23.8 | 1    | 11.0 | –   | 3.9  | –    | 7.4  | –   | 1.7  | –   | 5.9  | –   | 0.6 | –   | 0.8 | –   |   |
| Huancané              | 43.5      | 1         |       |       | 28.0 | –    | 8.2  | –   | 2.2  | –    | 12.2 | –   | 2.5  | –   |      |     | 1.8 | –   | 1.7 | –   |   |
| Lampa                 | 31.9      | 1         | 23.6  | –     | 12.8 | –    | 5.9  | –   | 7.8  | –    | 15.8 | –   |      |     |      |     | 1.5 | –   | 0.6 | –   |   |
| Melgar                | 26.0      | 1         | 12.0  | –     | 6.0  | –    | 14.3 | –   | 10.1 | –    | 24.6 | –   | 4.1  | –   | 1.9  | –   | 0.6 | –   | 0.3 | –   |   |
| Moho                  | 34.0      | 1         | 22.0  | –     | 4.9  | –    | 2.8  | –   | 16.7 | –    | 8.2  | –   | 3.1  | –   | 5.7  | –   | 0.4 | –   | 2.1 | –   |   |
| Puno                  | 35.4      | 1         | 16.7  | –     | 20.4 | 1    | 4.2  | –   | 5.3  | –    | 5.7  | –   | 7.4  | –   | 3.6  | –   | 0.8 | –   | 0.5 | –   |   |
| San Antonio de Putina | 17.4      | –         | 19.6  | –     | 14.0 | –    | 2.9  | –   | 8.6  | –    |      |     | 30.9 | 1   | 4.0  | –   | 0.5 | –   | 2.0 | –   |   |
| San Román             | 30.6      | 1         | 14.1  | –     | 14.5 | –    | 15.4 | 1   | 9.8  | –    | 2.9  | –   | 5.4  | –   | 4.0  | –   | 2.3 | –   | 1.0 | –   |   |
| Sandia                | 30.0      | 1         | 11.3  | –     | 6.5  | –    | 19.3 | –   | 8.9  | –    | 2.5  | –   | 7.5  | –   | 10.8 | –   | 2.9 | –   | 0.2 | –   |   |
| Yunguyo               | 33.6      | 1         | 29.6  | –     | 10.5 | –    | 1.1  | –   | 7.0  | –    | 1.1  | –   | 6.7  | –   | 3.7  | –   | 0.4 | –   | 6.3 | –   |   |
| Total                 | 31.3      | 12        | 15.8  | 2     | 15.6 | 3    | 8.6  | 1   | 8.0  | –    | 7.0  | –   | 6.3  | 1   | 4.9  | –   | 1.4 | –   | 1.0 | –   |   |

### Autoridades electas
| Cargo                                                  | Autoridad electa | Autoridad electa         | Partido político | Partido político                                                 |
| ------------------------------------------------------ | ---------------- | ------------------------ | ---------------- | ---------------------------------------------------------------- |
| Gobernador Regional de Puno                            |                  | Walter Aduviri Calisaya  |                  | Movimiento de Integración por el Desarrollo Regional (Mi Casita) |
| Vicegobernador Regional de Puno                        |                  | Agustín Luque Chayña     |                  | Movimiento de Integración por el Desarrollo Regional (Mi Casita) |
| Consejero Regional de Puno (por Azángaro)              |                  | Walter Mamani Quispe     |                  | Movimiento de Integración por el Desarrollo Regional (Mi Casita) |
| Consejero Regional de Puno (por Azángaro)              |                  | Pelayo Cuba Pérez        |                  | Poder Andino                                                     |
| Consejero Regional de Puno (por Carabaya)              |                  | Abdón Pacco Hancco       |                  | Frente Amplio para el Desarrollo del Pueblo                      |
| Consejera Regional de Puno (por Carabaya)              |                  | Noemí Córdova Leqqe      |                  | Movimiento de Integración por el Desarrollo Regional (Mi Casita) |
| Consejero Regional de Puno (por Chucuito)              |                  | Domingo Quispe Tancara   |                  | Movimiento de Integración por el Desarrollo Regional (Mi Casita) |
| Consejero Regional de Puno (por Chucuito)              |                  | Freddy Rivera Cutipa     |                  | Frente Amplio para el Desarrollo del Pueblo                      |
| Consejero Regional de Puno (por El Collao)             |                  | José Chambilla Maquera   |                  | Movimiento de Integración por el Desarrollo Regional (Mi Casita) |
| Consejera Regional de Puno (por El Collao)             |                  | Mury Mamani Machaca      |                  | Poder Andino                                                     |
| Consejera Regional de Puno (por Huancané)              |                  | Germán Alejo Apaza       |                  | Movimiento de Integración por el Desarrollo Regional (Mi Casita) |
| Consejera Regional de Puno (por Lampa)                 |                  | Lizbeth Cutipa Apaza     |                  | Movimiento de Integración por el Desarrollo Regional (Mi Casita) |
| Consejero Regional de Puno (por Melgar)                |                  | Samuel Pacori López      |                  | Movimiento de Integración por el Desarrollo Regional (Mi Casita) |
| Consejero Regional de Puno (por Moho)                  |                  | Héctor Coaquira Apaza    |                  | Movimiento de Integración por el Desarrollo Regional (Mi Casita) |
| Consejero Regional de Puno (por Puno)                  |                  | Severo Flores Ccopa      |                  | Movimiento de Integración por el Desarrollo Regional (Mi Casita) |
| Consejero Regional de Puno (por Puno)                  |                  | Jorge Zúñiga Pineda      |                  | Poder Andino                                                     |
| Consejero Regional de Puno (por San Antonio de Putina) |                  | José Borda Cahua         |                  | Alianza para el Progreso                                         |
| Consejero Regional de Puno (por San Román)             |                  | Isidro Pacohuanaco Pacco |                  | Movimiento de Integración por el Desarrollo Regional (Mi Casita) |
| Consejera Regional de Puno (por San Román)             |                  | Nancy Salluca Huaraya    |                  | Moral y Desarrollo                                               |
| Consejero Regional de Puno (por Sandia)                |                  | Wilfredo Meléndez Toledo |                  | Movimiento de Integración por el Desarrollo Regional (Mi Casita) |
| Consejera Regional de Puno (por Yunguyo)               |                  | Deysi Chalco Coyla       |                  | Movimiento de Integración por el Desarrollo Regional (Mi Casita) |